# Harriet Randall Lumis

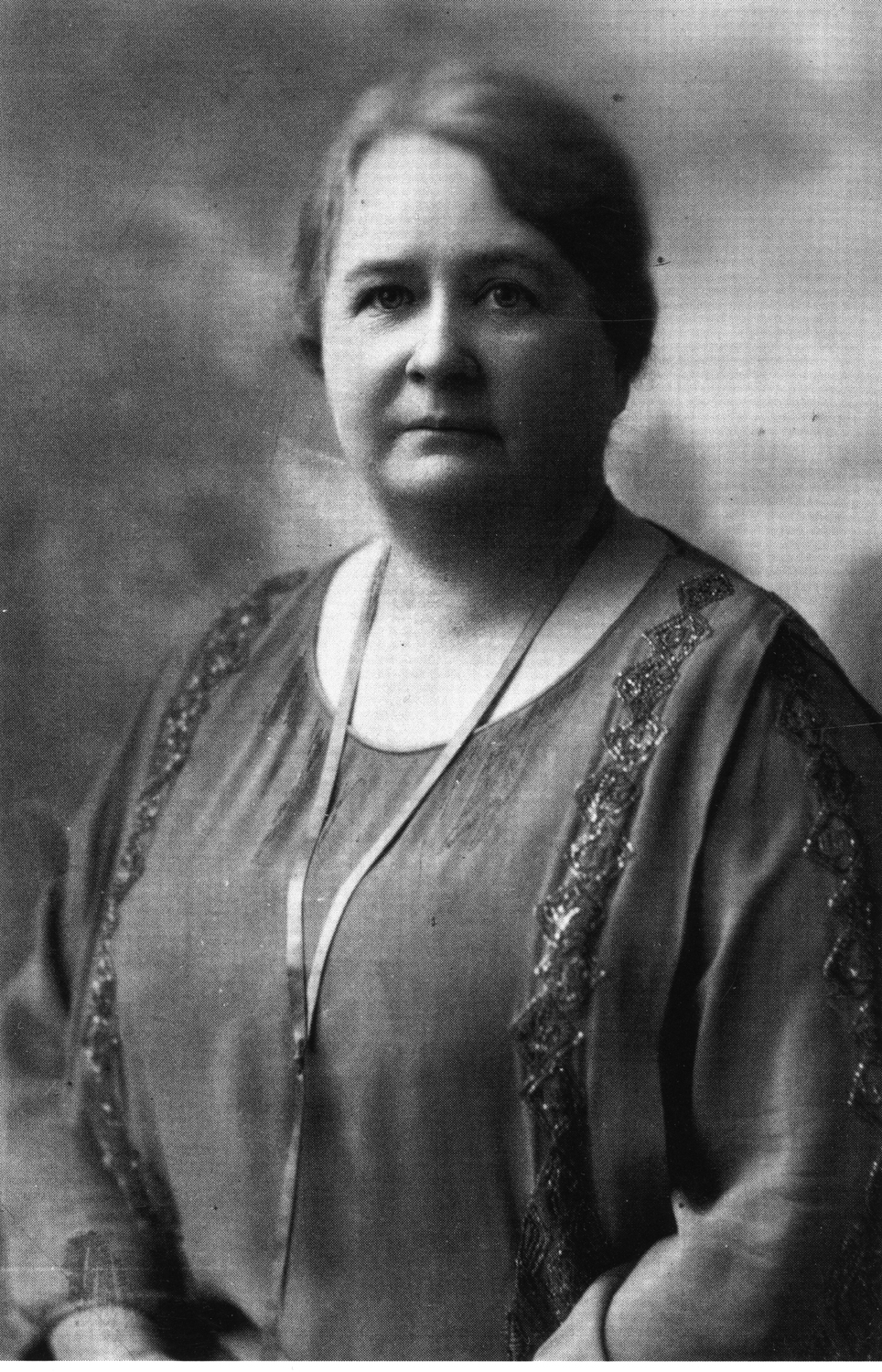
Harriet Randall Lumis, ca. 1930

Harriet Randall Lumis (* 29. Mai 1870 in Salem, Connecticut, USA; † 6. April 1953 in Springfield, Massachusetts, USA) war eine amerikanische Landschaftsmalerin des Impressionismus und Mitbegründerin der Academic Artists Association.

## Leben
Harriet Randall wurde 1867 im Dorf Salem im US-Bundesstaat Connecticut geboren. Bereits in ihrer Kindheit begann sie zu zeichnen und zu malen. 1892 heiratete sie den Architekten Fred Lumis und zog mit ihm nach Springfield in Massachusetts. Ab 1893 nahm sie Zeichenunterricht bei Mary Hubbard und James Hall sowie Malunterricht bei Willis S. Adams, einem Vertreter des Tonalismus. In den Jahren 1910 und 1911 setzte sie ihre Ausbildung beim Tonalisten Leonard Ochtman in Mianus, Connecticut, fort. Während dieser Zeit entwickelte sie ein wachsendes Interesse am Impressionismus. Sie löste sich zunehmend vom dunklen Kolorit des Tonalismus und wandte sich einer helleren, farbintensiveren Malweise zu, die von Claude Monet beeinflusst war. Sie übernahm dessen Technik, Formen durch lichtdurchflutete, gebrochene Pinselstriche aufzulösen. Eine weitere Verfeinerung ihrer Technik erfolgte im Jahr 1920 durch ein Studium bei dem bekannten Impressionisten Hugh Breckenridge an dessen Sommerakademie in Gloucester, Massachusetts.
1921 wurde sie Mitglied der National Association of Women Painters and Sculptors. In den 1920er- und frühen 1930er-Jahren stellte sie regelmäßig Werke in bedeutenden Institutionen aus, darunter die Springfield Art League, die Connecticut Academy of Fine Arts, die National Academy of Design in New York und die Pennsylvania Academy of the Fine Arts in Philadelphia. Darüber hinaus wurden mehrere Einzelausstellungen ihrer Arbeiten im Jasper Rand Art Museum in Westfield, Massachusetts, organisiert. Nach dem Tod ihres Ehemanns im Jahr 1938 begann sie, Landschaftsmalerei zu unterrichten, um ihren Lebensunterhalt zu sichern. In der Folgezeit engagierte sie sich zunehmend für den Impressionismus. Harriet Randall Lumis war Mitbegründerin der Academic Artists Association in Springfield und veröffentlichte einen Beitrag in der Zeitung Springfield Union, in dem sie abstrakte Kunst kritisierte.
Nach Harriet Randall Lumis Tod im Jahr 1953 geriet ihr Werk zunächst weitgehend in Vergessenheit. In den 1970er-Jahren erfuhr ihr künstlerisches Schaffen im Zuge des erneuten Interesses an der amerikanischen Impressionismusbewegung eine Wiederentdeckung. In den Jahren 1977 und 1978 wurden ihre Werke in Museen in Missouri, Wisconsin und Ohio in einer umfassenden Ausstellung gezeigt. Arbeiten von Harriet Randall Lumis befinden sich heute in öffentlichen und privaten Sammlungen, unter anderem im Springfield Museum of Fine Arts, im Butler Institute of American Art und im Asheville Art Museum.

## Werk

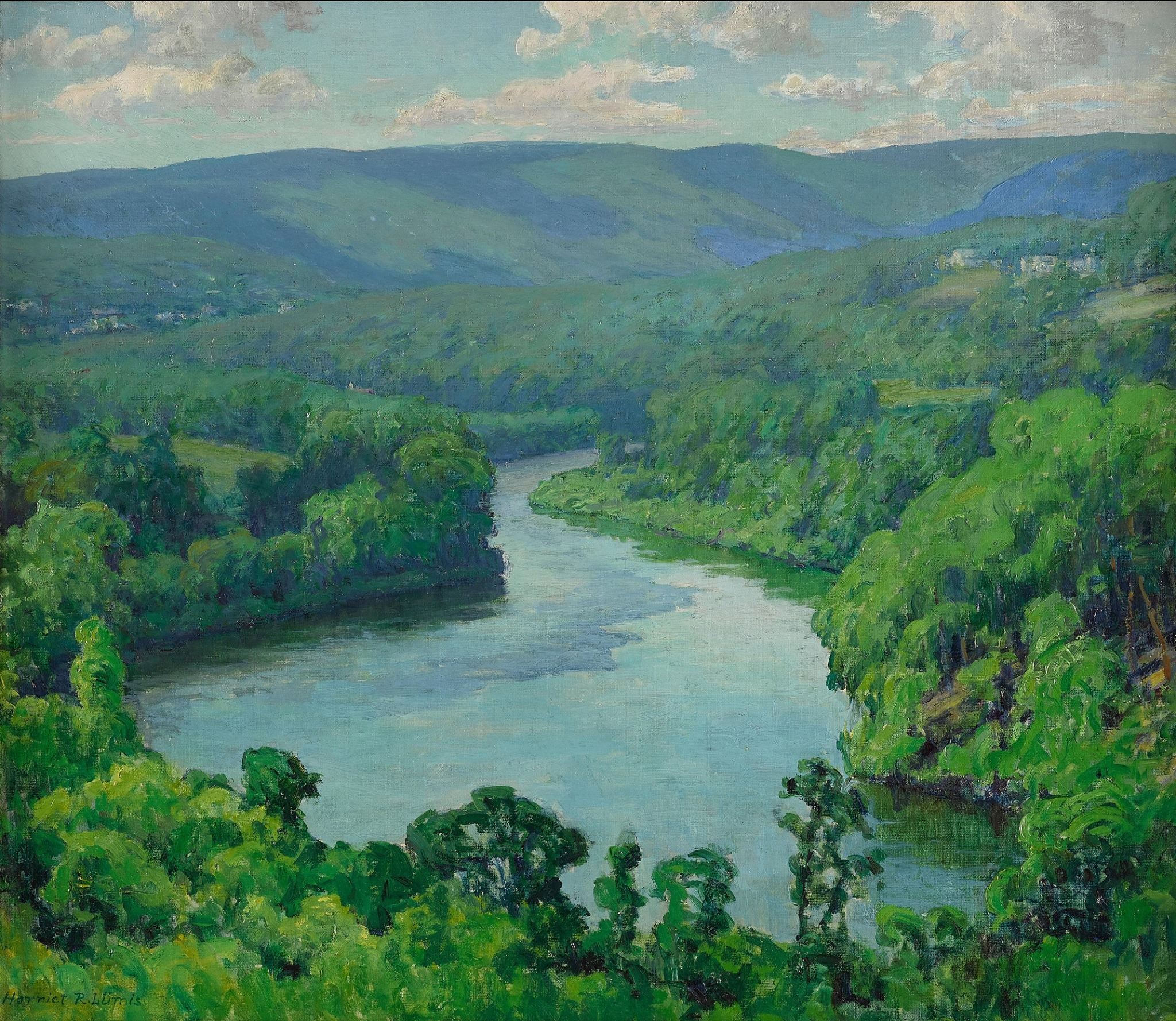
Harriet Randall Lumis: The River, Springfield, Massachusetts, ca. 1918

Harriet Randall Lumis begann ihre künstlerische Laufbahn unter dem Einfluss des Tonalismus und einer dunkleren Farbpalette, beeinflusst durch Willis Seaver Adams und Leonard Ochtman. In den 1920er Jahren verfeinerte sie ihre Technik unter Hugh Breckenridge. Sie malte vorzugsweise en plein air New-England-Landschaften sowie Küsten- und Gartenmotive. In den 1930er Jahren reduzierte sie das Impasto und verwendete stattdessen farbige Lasuren.